# 新鞍馬天狗
『新鞍馬天狗』（しんくらまてんぐ）は、1965年9月18日に大映が配給した映画。大仏次郎の『鞍馬天狗』を安田公義監督で映画化したによる時代劇で、主演は市川雷蔵。同じく市川雷蔵主演で製作された続編、『新・鞍馬天狗 五条坂の決闘』(黒田義之監督作品)についても併せて述べる。

## あらすじ
時は幕末の京都、浪人の倉由典膳は荒物屋の2階を間借りし、寺子屋の真似事を生業をしながら気楽に生きているが、その正体は新選組に襲われる志士の窮地を助けに現れると、煙のように行方をくらます「鞍馬天狗」である。長州藩士を助けた彼は、新選組隊士をやむなく斬り捨てるが、その男は倉由典膳が足しげく通う小料理屋の店主おとよの弟であった。おとよは、弟の仇を討つべく鞍馬天狗を銃撃する。そして、思いを寄せていた倉由典膳こそが鞍馬天狗であることを知る。ある日、鞍馬天狗は密使を装い、幕府の諜報機関が幕府に反目する侍たちの動きを取り締まるために製作した「人別帖」を入手するが、そのことで正体を知られてしまう。

## 配役
- 市川雷蔵 : 鞍馬天狗 / 倉由典膳[6]
- 中村玉緒 : おとよ
- 藤巻潤 : 桂小五郎
- 中村竹弥 : 近藤勇
- 藤原礼子 : 幾松
- 二宮秀樹 : 杉作
- 中村敦雄 : 村尾真弓
- 本郷秀雄 : 吉兵衛
- 香川良介: 松平伯耆守
- 佐々木孝丸 : 宗像左近
- 伊達三郎 : 岩淵剛太夫
- 浜田雄史 : 沖田総司
- 木村玄 : 鳴海修平
- 平泉征七郎 : 舟曳休之助
- 伴勇太郎 : 櫟一平
- 小村雪子 : 園絵
- 大杉潤 : 「ふか川」の客
- 山岡鋭二郎 : 「ふか川」の客
- 小中島亮 : 仲間風の男
- 西岡弘善 : 職人風の男
- 安藤仁一郎 : 新選組隊
- 藤春保 : 新選組隊士
- 徳田竹司 : 新選組伝令
- 森内一夫 : 和久島甚蔵
- 桂三千秋  : 早坂七三
- 五味龍太郎 : 土方歳三
- 遠藤辰雄 : 黒門前の長次

## スタッフ
- 監督 : 安田公義
- 企画 : 仲野和正
- 撮影 : 森田富士郎
- 美術 : 加藤茂
- 音楽 : 斎藤一郎
- 原作 : 大仏次郎
- 編集 : 宮田味津三
- 脚本 : 相良準三、浅井昭三郎

## 併映作品
- 『座頭市逆手斬り』: 森一生監督作品

## 新・鞍馬天狗 五条坂の決闘
- 1965年、11月27日公開

### スタッフ
- 監督 : 黒田義之
- 脚本 : 八尋不二
- 企画 : 奥田久司
- 撮影 : 武田千吉郎
- 美術 : 西岡善信
- 音楽 : 高橋半
- 照明 : 加藤博也
- 編集 : 谷口登司夫

### 配役
- 市川雷蔵  : 鞍馬天狗 / 倉田典膳
- 市川雷蔵  : やくざ風の男
- 万里昌代 : 頭巾の女小雪
- 山本学 : 志賀虎之助
- 芦屋雁之助 : 源七
- 芦屋小雁 : 久八
- 清村耕次 : 黒姫の吉兵衛
- 二宮秀樹 : 杉作
- 杉山昌三九 : 白髪老人
- 原聖四郎 : 小松帯刀
- 沖時男 : 居酒屋の亭主
- 勝村淳 : 山嶽党員
- 藤春保 : 山嶽党員
- 伴勇太郎 : 山嶽党員
- 南部彰三 : 大友順庵
- 須賀不二男 : 駒木根監物
- 伊達三郎 : 土方歳三
- 五味龍太郎 : 大前田逸蔵

### 併映作品
- 『大怪獣ガメラ』: 湯浅憲明監督